# Lionne (Fluss)
Die Lionne ist ein kleiner Fluss in der Schweiz im Kanton Waadt im Jura.

## Geographie

### Verlauf

Source de la Lionne

Die Lionne entspringt einer Karstquelle südöstlich von L’Abbaye. Das Quellwasser fliesst aus einem Felsen und stammt aus einem Netz von unterirdischen Tunneln und Rissen, die sich während der Faltung des Juragebirges bildeten. Die Source de la Lionne (dt. Quelle der Lionne) schüttet ganzjährig. Der Ausgang der Quellhöhle ist mit einer betonierten Mauer und einem Hubschütz versehen.
Direkt nach ihrer Quelle betreibt die Lionne eine Mühle. Sie verläuft nach Nordwesten, erreicht den Ort L’Abbaye und mündet dort in den von der Orbe durchflossenen Lac de Joux.